# Shizuishan
Shizuishan is een stadsprefectuur in het noorden van de noordelijke provincie Ningxia in de Volksrepubliek China. Shizuishan is de noordelijkste stadsprefectuur van de provincie. Shizuishan grenst in het noorden aan de provincie Binnen-Mongolië. Door Shizuishan loopt de nationale weg G109.